# Carl Theodor Meyer-Basel

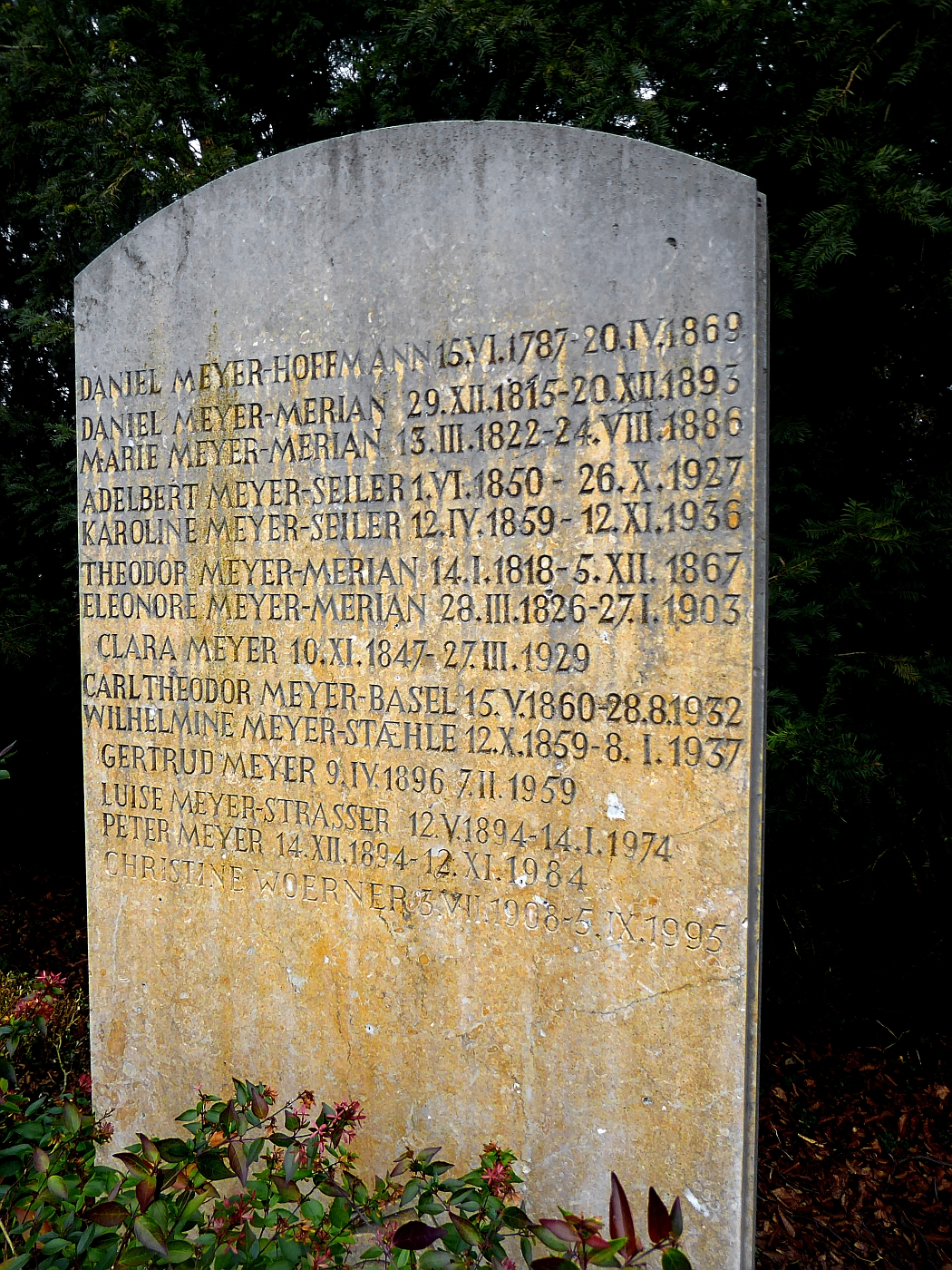
Familiengrab auf dem Friedhof am Hörnli, Riehen, Basel-Stadt

Carl Theodor Meyer, genannt Meyer-Basel, (* 15. Mai 1860 in Basel; † 28. August 1932 in Hauptwil, Kanton Thurgau) war ein Schweizer Maler und Grafiker. Er war Mitbegründer der Schweizer Grafikvereinigung «Die Walze» und des Vereins für Original-Radierung in München und Mitglied im Deutschen Künstlerbund.

## Leben
Carl Theodor Meyer-Basel wurde am 15. Mai 1860 in Basel in ein kulturell aufgeschlossenes Elternhaus geboren. Sein Vater war der Spitaldirektor Theodor Meyer-Merian. Der Basler Bürgermeister Adelberg Meyer zum Pfeil zählt zu seinen Ahnen. Meyer-Basels zeichnerisches Talent wurde in seiner Familie bereits früh erkannt und gefördert.
Seine erste Ausbildung erhielt er bei dem Kupferstecher Friedrich Weber, einem Freund der Familie, wo er Kopien von Landschaften nach Alexandre Calame anfertigte. Danach lernte Meyer-Basel an der Basler Zeichen- und Modellierschule bei Fritz Schider und Fritz Trübner. 1877 begann er ein Studium an der Münchner Kunstakademie. Bei Professor Johann Leonhard Raab schulte er sich in anatomischen Studien. Von weit grösserer Bedeutung war für ihn jedoch der Unterricht in der privaten Malschule von Alexander von Wagner. Josef Wengleins poetische, schlichte Landschaftsmalerei beeinflusste ihn dort nachhaltig. Auch zwei Paris-Aufenthalte, bei denen er sich mit Werken von Camille Corot, Charles-François Daubigny und Jean-François Millet beschäftigte, hinterliessen bleibenden Eindruck. In München pflegte er zahlreiche Freundschaften zu Schweizer und deutschen Künstlerkollegen. Dazu zählten unter anderem Ludwig Dill, Otto Frölicher, Peter Halm, Adolf Stäbli – nach dessen Tod 1901 kümmerte sich Meyer-Basel um den künstlerischen Nachlass – Fritz Voellmy und Wilhelm Volz.
1891 zählte Meyer-Basel zu den Gründungsmitgliedern des Vereins für Original-Radierung in München. Seit 1892 war er engagiertes Mitglied der Münchner Secession. In München gründete er gemeinsam mit Schweizer Künstlerkollegen, darunter Martha Cunz, Carl August Liner, Albert Welti, Hans Beat Wieland und Adolf Thomann die druckgrafische «Vereinigung schweizerischer Graphiker. Die Walze». Der Zweck dieser Vereinigung war die Bekanntmachung und Verbreitung der grafischen Originalarbeiten ihrer Mitglieder sowohl in der Schweiz als auch im Ausland.
Seit den späten 1880er-Jahren verbrachte Meyer-Basel, gemeinsam mit Künstlerfreunden wie Peter Halm und Fritz Voellmy, den Sommer am Bodensee. Ihre bevorzugten Aufenthalts- und Arbeitsorte waren die Insel Reichenau und das Schweizer Ufer des Untersees.  Es entstanden zahlreiche Zeichnungen und Radierungen der dortigen Landschaft, die einen großen Teil von Meyer-Basels Gesamtwerk ausmachen.
Nach Aufenthalten in Hessen erschien 1893 eine gemeinsam mit Otto Ubbelohde herausgegebene Mappe mit Druckgrafiken, die Motive aus Marburg und Umgebung zeigen.
1919 kehrte Carl Theodor Meyer-Basel endgültig in die Schweiz zurück und liess sich in Hauptwil im Kanton Thurgau nieder. Dort starb er am 28. August 1932.
Der Architekt und Kunsthistoriker Peter Meyer war sein Sohn. Seine Tochter Gertrud Meyer (1896–1959) war die Leiterin der thurgauischen Haushaltungsschule «Schloss Hauptwil» und während des Zweiten Weltkrieges engagierte sie sich in der Betreuung von Flüchtlingen.

## Werk
Carl Theodor Meyer-Basel konzentrierte sich in seinem Werk auf die Darstellung von Landschaften. Er favorisierte ruhige Motive, deren spezifische Atmosphäre er subtil erfasste. Menschen und Tiere finden sich kaum in seinem Werk.  Bevorzugt war er in der Umgebung von München tätig, am Bodensee – hier vor allem auf der Insel Reichenau und am Schweizer Ufer des Untersees – sowie in Hessen, in der Marburger Gegend.
Meyer-Basel arbeitete meist in der Natur; auch seine Radierungen entstanden oft ohne Vorlage im Freien vor dem Motiv. Neben Radierungen und Lithographien entstanden Pastelle und Ölgemälde.
Er bevorzugte bei seinen Werken zurückhaltende Farben und vermied auffallende, bunte Farbkombinationen. Seine Radierungen zeichnen sich durch starke Plastizität, lebhaftes Licht- und Schattenspiel sowie eine nuancierte Abstufung der Tonwerte aus. Meyer-Basel gestaltete zudem eine grosse Anzahl an Ansichtskarten, die als Chromolithografien hergestellt wurden.  Seine Arbeiten erfreuten sich grosser Beliebtheit. Er war einer der bekanntesten Schweizer Künstler seiner Zeit.

## Ausstellungen
- 1883 Landesausstellung Zürich
- Beteiligung an den jährlichen Turnus-Ausstellungen in der Schweiz
- 1891 Internationale Ausstellung in Berlin[3]
- 1893–1896 Münchener Secession
- 1898 Münchener Secession in Basel
- 1898–1900 Münchener Secession
- 1902–1903 Münchener Secession
- 1905–1916 Münchener Secession[7]
- 1908–1909 Ausstellungen der „Walze“ in der Schweiz
- 1909 Ausstellungen der „Walze“ in Deutschland
- 1912 Ausstellungen der „Walze“ in der Schweiz[4]
- 1979 Städtische Wessenberg-Galerie Konstanz
- 2009 Städtische Wessenberg-Galerie Konstanz
- 2015 Städtische Wessenberg-Galerie Konstanz

## Bibliographie

### Eigene Schriften
- Über Albert Welti und seine Graphik. In: Die Ernte. 1931, S. 49 ff.
- Otto Gampert. Maler und Radierer 1841-1924. In: Neujahrsblatt der Zürcher Kunstgesellschaft. 1925.